# Tenakee Springs
Tenakee Springs – miasto w Stanach Zjednoczonych, w stanie Alaska, w okręgu Hoonah–Angoon.